# Smidowitschski rajon
Der Smidowitschski rajon (russisch Смидовичский район) ist ein Rajon in der Jüdischen Autonomen Oblast. Der Verwaltungssitz ist Smidowitsch. Der Rajon liegt am Amur, der im Süden die Grenze zur Volksrepublik China bildet. Im Norden und Osten grenzt der Rajon an die Region Chabarowsk, während der Birobidschanski rajon der Jüdischen Autonomen Oblast im Westen angrenzt.

## Geschichte
Der Rajon Smidowitsch wurde 1934 aus dem Nationalrajon Birobidschan ausgegliedert.

## Verkehr
Durch den Rajon führen die Strecke der Transsibirischen Eisenbahn sowie die Fernstraße R297 Amur (ehemals M58) von Tschita nach Chabarowsk.

## Wirtschaft
Im Rajon gibt es Industrie und Landwirtschaft. Aufgrund der guten klimatischen Bedingungen können Auberginen, Buchweizen, Gerste, Gurken, Hafer, Mais, Paprika, Tomaten und Weizen angebaut werden.

## Gemeinden
Der Smidowitschski rajon umfasst vier Stadtgemeinden (городское поселение, gorodskoje posselenije) und zwei Landgemeinden (сельское поселение, selskoje posselenije):
| Name                             | Name                             | Name                                     | Einwohner (2010) | Sitz                   | Weitere Ortschaften                                              |
| Russisch                         | Transliteration                  | Transkription                            | Einwohner (2010) | Sitz                   | Weitere Ortschaften                                              |
| -------------------------------- | -------------------------------- | ---------------------------------------- | ---------------- | ---------------------- | ---------------------------------------------------------------- |
| Stadtgemeinden:                  |                                  |                                          |                  |                        |                                                                  |
| Волочаевское городское поселение | Voločaevskoe gorodskoe poselenie | Wolotschajewskoje gorodskoje posselenije | 2117             | Wolotschajewka Wtoraja | Sozgorodok                                                       |
| Николаевское городское поселение | Nikolaevskoe gorodskoe poselenie | Nikolajewskoje gorodskoje posselenije    | 8832             | Nikolajewka            | Deschnjowka, Kljutschewoje                                       |
| Приамурское городское поселение  | Priamurskoe gorodskoe poselenie  | Priamurskoje gorodskoje posselenije      | 5308             | Priamurski             | Ossinowka, Selo imeni Telmana („Thälmann-Dorf“), Wladimirowka    |
| Смидовичское городское поселение | Smidovičskoe gorodskoe poselenie | Smidowitschskoje gorodskoje posselenije  | 7535             | Smidowitsch            | Aur, Belgorodskoje, Ikura, Ol, Pestschanoje, Urmi, Ussow Balagan |
| Landgemeinden:                   |                                  |                                          |                  |                        |                                                                  |
| Волочаевское сельское поселение  | Voločaevskoe selʹskoe poselenie  | Wolotschajewskoje selskoje posselenije   | 2287             | Wolotschajewka Perwaja | Lumku-Koran, Olgochta, Partisanskoje                             |
| Камышовское сельское поселение   | Kamyšovskoe selʹskoe poselenie   | Kamyschowskoje selskoje posselenije      | 2086             | Kamyschowka            | Danilowka, (stanzija) Deschnjowka, Nischnespasskoje              |